# 헤클러운트코흐 MK23
헤클러&코흐 MK23 또는 소콤 권총, SOCOM 권총은 특수 부대를 위해 1990년대 미국 특수전 사령부에서 진행하던 공격 권총 무기 장치(Offensive Handgun Weapon System) 계획에 따라 헤클러&코흐사가 개발한 전투 위주의 권총이다. 앞서 개발된 헤클러&코흐 USP를 기초로 .45 ACP 탄약을 사용하며, DA/SA 및 쇼트 리코일 방식으로 작동하며 인사이트 테크놀로지와 나이츠 아마먼트 컴퍼니에서 개발한 레이저 조준 모듈, 소음기를 갖추고 있다.
미국 특수전 사령부에 요청에 따라 1991년에 출품하여 경쟁작 콜트 OHWS를 재치고 채용되었다.

## 같이 보기
- 헤클러&코흐 USP